# Хохлюк Віктор Миколайович
Віктор Миколайович Хохлюк (нар. 21 березня 1971, Ровеньки, нині Луганська область) — український спортивний журналіст та статистик футболу України, член Національної спілки журналістів України та Асоціації спортивних журналістів України. Проросійський колабораціоніст. Сьогодні — пособник «МВС ЛНР», головний редактор видання «Вперед — Ровеньки».

## Біографія
Народився 21 березня 1971 року в м. Ровеньки (нині Луганська область, Україна, тоді Ворошиловградська область, УРСР, СРСР) у сім'ї гірника. Батько — Хохлюк Микола Олександрович 1939 року народження, помер у лютому 1982 року, мати — Хохлюк Раїса Йосипівна 1937 року народження. Серед родичів — російський математик Віталій Іванович Хохлюк.
З ранніх років захопився футболом. Неодноразово виступав у популярних за часів СРСР, юнацьких змаганнях «Шкіряний м'яч». З юнацькою ровеньківською командою «Бригантина», двічі ставав переможцем міських та учасником обласних змагань. Займався футболом у місцевій ДЮСШ.
Освіта: вища — економічна.
Активний учасник МВС ЛНР. Начальник управління масових комунікацій т. зв. «Міністерства зв'язку і масових комунікацій ЛНР». У досьє Центра «Миротворець» про нього зазначено: «Пособник бойовиків. Активний учасник МВС ЛНР. Позивний: Хохлюк».

## Журналістика
Кореспондент всеукраїнського часопису «Український футбол». Блогер на сайті «Терикон».
Історією та статистикою футболу займається з 1983 року. Своїми заочними вчителями вважає таких відомих статистиків футболу, як: Олексій Бабешко з Донецька, Василь Гнатюк з Кривого Рогу, Костянтин Єсенін з Москви та Микола Жигулін з Кривого Рогу. При вивченні даних про футбол, перевагу надає всім матеріалам, що стосуються українського футболу.

Зліва на право: Олексій Бабешко, Віктор Хохлюк та Андрій Бабешко

З листопада 2009 року активно зайнявся створенням символічних Клубів видатних українських футболістів. Основне нововведення в цих Клубах, статистика виступів українських футболістів в закордонних чемпіонатах та розіграшах тамтешніх кубків.
Опублікував більше тисячі авторських статистичних статей та інтерв'ю з футболістами команд УПЛ, першої та другої ліг України. Однією з своїх інтерв'ю-знахідок, вважає розмову з відомим футболістом Віталієм Парахневичем про екзотичний Південно-корейський чемпіонат з футболу, де як відомо Парахневич досяг всіляких футбольних титулів. Але все ж таки, найкращим своїм інтерв'ю вважає, розмову з воротарем — ветераном українських чемпіонатів — Ігорем Шуховцевим.
Автор символічних клубів видатних українських футболістів: бомбардирів — Клубу Олега Блохіна та Клубу для іноземних бомбардирів в чемпіонаті України імені Максима Шацьких, Клубу воротарів імені Євгена Рудакова.
На інформаційному агентстві Sport.ua започаткував рубрику «Українці за кордоном» [Архівовано 3 лютого 2016 у Wayback Machine.], присвячену виступам українських футболістів в закордонних чемпіонатах.
З колишнім гравцем збірної України з футболу Євгеном Левченко реалізовують соціальний проект щодо підтримки дітей. В травні 2012 року завдяки фінансуванню Левченка, побачила світ книга «Голеадори» [Архівовано 7 червня 2012 у Wayback Machine.], кошти від продажу якої підуть на розвиток дитячого будинку в місті Костянтинівка Донецької області.
Його статті та інтерв'ю з футболістами і тренерами друкували у виданнях: «Таврія-спорт», «Український футбол», «Футбольний огляд», «Футбол + спортивні новини» та на багатьох сайтах про футбол.

### Євро-2012
Під час європейського чемпіонату з футболу що проходив в Україні та Польщі, працював з експертами. Серед них були відомі вітчизняні футболісти та тренери: Юрій Дегтерьов, Юрій Дмитрулін, Ігор Гамула, Олександр Головко, Сергій Кандауров, Євген Левченко, Віктор Леоненко, Василь Рац та інші.

## Авторські праці

### книги
- «Бомбардири України» Ровеньки. 2011 рік. ISBN 978-966-534-344-8 (рос.)
- «Голеадори» Луганськ. 2012 рік. ISBN 978-966-158-934-5 (рос.)

### довідники
- «Підсумки XIV чемпіонату України по футболу серед команд вищої ліги».— Запоріжжя, 2005 рік. (рос.)
- «Легіонери в Україні».— Запоріжжя, 2006 рік. (рос.)
- Футбольний клуб «Горняк» ДП «Ровенькиантрацит» (Ровеньки).— Ровеньки, 2011 рік. (рос.)
- «Клуб українських бомбардирів імені Олега Блохіна».— Луганськ, 2011 рік. ISBN 978-966-158-931-4 (рос.)
- «Воротарі».— Луганськ, 2012 рік. ISBN 978-966-158-934-3 (рос.)

### презентації книг
- На сайті Українського Національного інформаційного агентства[недоступне посилання з липня 2019]
- На сайті Sport.ua [Архівовано 5 березня 2016 у Wayback Machine.] (рос.)
- На сайті KarpatNews [Архівовано 11 липня 2011 у Wayback Machine.]
- На сайті ua-reporter [Архівовано 22 грудня 2012 у Wayback Machine.] (рос.)
- На сайті cxid.info[недоступне посилання з жовтня 2019] (рос.)
- На сайті cxid.info[недоступне посилання з жовтня 2019] (рос.)
- На сайті FANAT.ua [Архівовано 20 жовтня 2014 у Wayback Machine.] (рос.)

## Нагороди
- Відзнака АСЖУ — «Найкраща спортивна книга року»[11]: 2012.
- Відзнака АСЖУ — «Золоті пера і голоси АСЖУ»[12]: 2013.